# Jane Fonda
Jane Fonda (New York City, SAD, 21. prosinca 1937.) je američka glumica, spisateljica, politička aktivistica, bivša manekenka i guru fitnessa. Slavu je stekla 1960-ih filmovima kao što su Barbarella i Cat Ballou, te je izuzevši petnaestogodišnju pauzu 1990. – 2005. uvijek bila aktivna 1980-ih je stekla novu popularnost video-kazetama tjelesnih vježbi kojima se popularizirao aerobik. 
Fonda se više puta angažirala u raznim političkim borbama. 1970-ih je izazvala velike kontroverze kada je svoje protivljenje Vijetnamskom ratu iskazala posjetom Hanoju, zbog čega su ju mnogi Amerikanci smatrali izdajnicom. Poslije je bila angažirana oko mnogih društvenih pitanja kao što su ekologija i suzbijanje nasilja nad ženama. Deklarira se kao liberalka i feministkinja, i od 2001. kao kršćanka. Godine 2005. objavila je svoju autobiografiju. Živi u Atlanti.

## U Hrvatskoj
Tijekom predizborne kampanje Izbora zastupnika za Hrvatski sabor 2020. godine Jane Fonda je napravila video izjavu podrške za Radu Borić i koaliciju zelene ljevice.

## Izabrana filmografija
- Cat Ballou (1965.)
- Barbarella (1968.)
- I konje ubijaju, zar ne? (1969.)
- Klute (1971.)
- Julia (1977.)
- Coming Home (1978.)
- Kineski sindrom (1979.)
- The Electric Horseman (1979.)
- Ljetnikovac na Zlatnom jezeru (1981.)
- The Dollmaker  (1984.)

## Vanjske poveznice
- Službena stranica janefonda.com
- Jane Fonda u internetskoj bazi filmova IMDb-u (engl.)